# AADACL3
AADACL3 (англ. Arylacetamide deacetylase like 3) – білок, який кодується однойменним геном, розташованим у людей на короткому плечі 1-ї хромосоми.  Довжина поліпептидного ланцюга білка становить 350 амінокислот, а молекулярна маса — 39 743.
| 10         |  | 20         |  | 30         |  | 40         |  | 50         |
| ---------- |  | ---------- |  | ---------- |  | ---------- |  | ---------- |
| MIFEKLRICS |  | MPQFFCFMQD |  | LPPLKYDPDV |  | VVTDFRFGTI |  | PVKLYQSKAS |
| TCTLKPGIVY |  | YHGGGGVMGS |  | LKTHHGICSR |  | LCKESDSVVL |  | AVGYRKLPKH |
| KFPVPVRDCL |  | VATIHFLKSL |  | DAYGVDPARV |  | VVCGDSFGGA |  | IAAVVCQQLV |
| DRPDLPRIRA |  | QILIYAILQA |  | LDLQTPSFQQ |  | RKNIPLLTWS |  | FICYCFFQNL |
| DFSSSWQEVI |  | MKGAHLPAEV |  | WEKYRKWLGP |  | ENIPERFKER |  | GYQLKPHEPM |
| NEAAYLEVSV |  | VLDVMCSPLI |  | AEDDIVSQLP |  | ETCIVSCEYD |  | ALRDNSLLYK |
| KRLEDLGVPV |  | TWHHMEDGFH |  | GVLRTIDMSF |  | LHFPCSMRIL |  | SALVQFVKGL |
|            |  |            |  |            |  |            |  |            |

A: Аланін

C: Цистеїн

D: Аспарагінова кислота

E: Глутамінова кислота

F: Фенілаланін

G: Гліцин

H: Гістидин

I: Ізолейцин

K: Лізин

L: Лейцин

M: Метіонін

N: Аспарагін

P: Пролін

Q: Глутамін

R: Аргінін

S: Серин

T: Треонін

V: Валін

W: Триптофан

Кодований геном білок за функцією належить до гідролаз. 
Задіяний у таких біологічних процесах як поліморфізм, альтернативний сплайсинг. 